# Zach Allen
Zach Allen (New Canaan, 20 agosto 1997) è un giocatore di football americano statunitense che milita nel ruolo di defensive end per i Denver Broncos della National Football League (NFL).

## Carriera

### Arizona Cardinals
Allen fu scelto nel corso del terzo giro (65º assoluto) del Draft NFL 2019 dagli Arizona Cardinals. Debuttò come professionista nel pareggio del primo turno contro i Detroit Lions mettendo a segno 3 tackle. Il 13 novembre fu inserito in lista infortunati, chiudendo la sua stagione da rookie con 4 presenze, di cui una come titolare.
Nella stagione 2020 mise a segno il suo primo sack sul quarterback Jimmy Garoppolo, nella vittoria sui San Francisco 49ers. Nel quindicesimo turno guidò la squadra con 11 tackle e un sack su Jalen Hurts.
Nel 2021 Allen giocò 15 partite, di cui 14 da titolare, facendo registrare a fine stagione 48 tackle e 4 sack, con 3 fumble recuperati.

### Denver Broncos
Il 13 marzo 2023 Allen firmò con i Denver Broncos un contratto triennale del valore di 45,75 milioni di dollari.
Nel 2024 Allen fu inserito nel Second-team All-Pro dopo avere fatto registrare 8,5 sack, 15 placcaggi con perdita di yard e una safety.
Il 2 agosto 2025 Allen firmò con i Broncos un rinnovo contrattuale quadriennale del valore di 102 milioni di dollari.

## Palmarès
- Second-team All-Pro: 1

2024